# Епархия Раягады
Епархия Раягады (англ. Diocese of Rayagada; лат. Dioecesis Rayagadensis) — епархия Римско-католической церкви c центром в городе Раягада, Индия. Епархия Раягады входит в митрополию Каттака — Бхубанешвара. Кафедральным собором епархии Раягады является церковь святого Иосифа Труженика.

## Территория
В епархию входят округа Калаханди, Корапут, Малкангири, Набарангпур, Нуапада и Раягада в штате Орисса, Индия.
Епархия Раягады граничит на севере с Райпурской архиепархией, на западе — с сиро-малабарской епархией Джагдалпура, на востоке — с епархией Берхампура и епархией Шрикакулама, на юге — с архиепархией Вишакхапатнама.
Территория составляет 39 368 км² и разделена на 23 прихода, которые, в свою очередь, объединены в три викариата: Гунупура, Джейпура и Раягады.

## История
11 апреля 2016 года Папа Римский Франциск буллой Cum ad aeternam учредил епархию Раягады, выделив её из епархии Берхампура. Епархия Раягады стала 132-м по счёту католическим диоцезом латинского обряда в Индии и шестым — в штате Орисса.

## Ординарии епархии
- епископ Аплинар Сенапати, C.M. (11.04.2016 — по настоящее время)[4].

## Статистика
По данным Католической церкви, в 2017 году из 5.478.000 человек, проживавших на территории епархии Раягады, католиками являлись 51.200 человек, что соответствовало 0,9 % от общей численности населения епархии.
| год  | население | население | население | священники | священники        | священники         | священники                           | постоянные диаконы | монахи  | монахи  | приходы |
| год  | католики  | всего     | %         | всего      | белое духовенство | черное духовенство | число католиков на одного священника | постоянные диаконы | мужчины | женщины | приходы |
| ---- | --------- | --------- | --------- | ---------- | ----------------- | ------------------ | ------------------------------------ | ------------------ | ------- | ------- | ------- |
| 2016 | 50.542    | 5.407.894 | 0,9       | 49         | 35                | 14                 | 1.031                                |                    | 15      | 71      | 23      |
| 2017 | 51.200    | 5.478.000 | 0,9       | 49         | 35                | 14                 | 1.044                                |                    | 15      | 71      | 23      |